# Bicyclus ploetzi
Bicyclus ploetzi är en fjärilsart som beskrevs av Max Bartel 1905. Bicyclus ploetzi ingår i släktet Bicyclus och familjen praktfjärilar. Inga underarter finns listade i Catalogue of Life.